# Büsingen am Hochrhein

Lage von Büsingen am Hochrhein im deutsch-schweizerischen Grenzgebiet

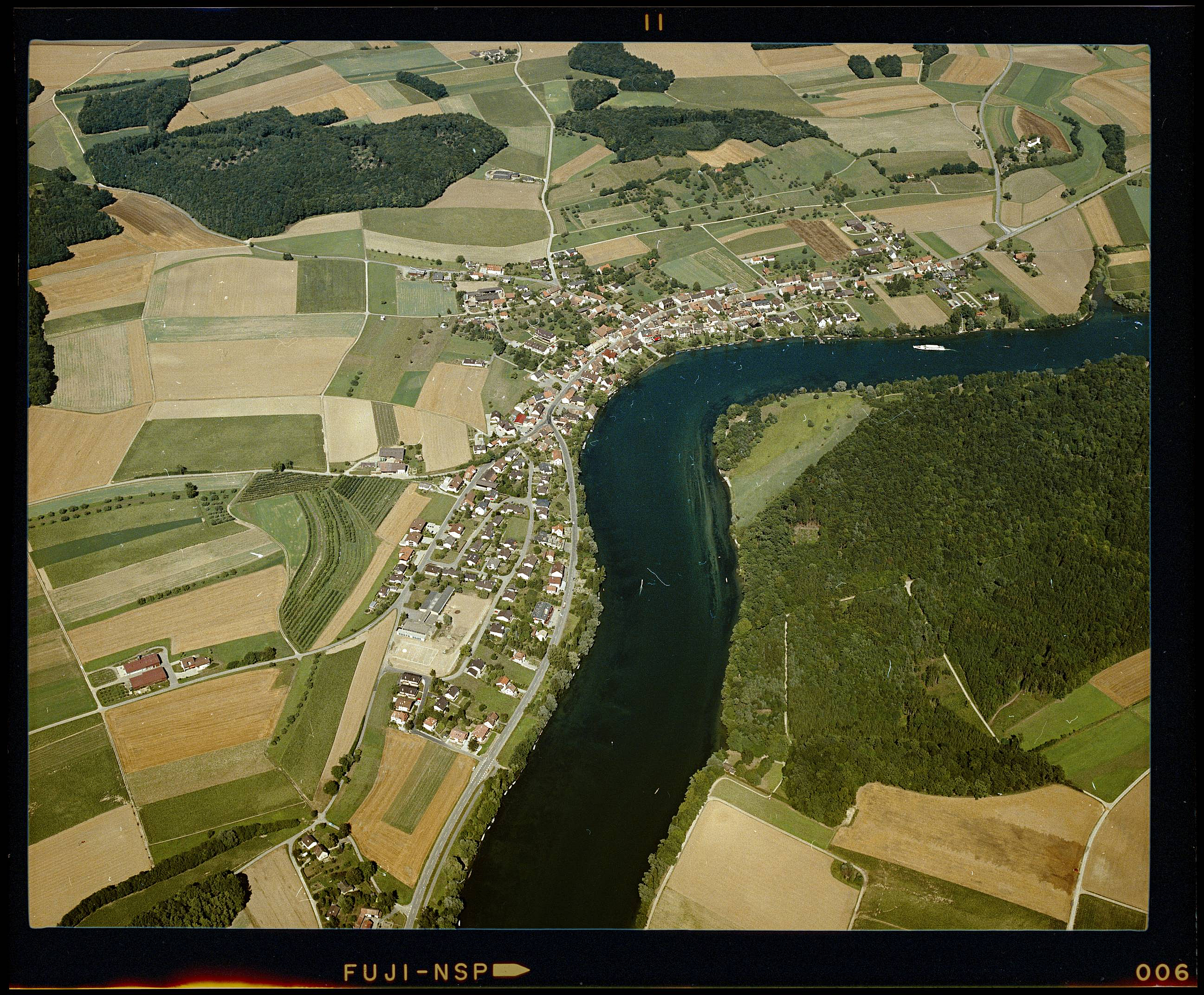
Luftbild von Büsingen am Hochrhein (1985)

Büsingen am Hochrhein ist eine deutsche Gemeinde am rechten Ufer des Rheins im baden-württembergischen Landkreis Konstanz. Bis 1961 hieß die Gemeinde Büsingen (Oberrhein).
Die Gemeinde ist vollständig von Schweizer Staatsgebiet umgeben. Büsingen grenzt rechtsrheinisch an den Kanton Schaffhausen und linksrheinisch – mit dem Rhein als natürlicher Grenze – an die Kantone Zürich und Thurgau. Büsingen ist die einzige Gemeinde Deutschlands, die gänzlich in einer Exklave liegt. Neben Campione d’Italia ist Büsingen eine von zwei Enklaven innerhalb des Schweizer Staatsgebietes.

## Geographie

### Geographische Lage
Büsingen gehört zur Region Reiat und liegt am rechten, nördlichen Ufer des Hochrheins auf Höhen zwischen 385 m am Ausfluss des Rheins im Westen und etwa 493 m auf dem renaturierten Gipfel des Solenbergs im Nordwesten des Gemeindegebietes (vorher war das der Hohwacht auf 485 m). Zwischen dem Wohnplatz Waldheim im Osten, zu dessen Füßen der Fluss ins Gemeindegebiet tritt, und Büsingen selbst mündet ihm von rechts der auch Gaalingerbach genannte Strudelbach zu, zwischen Büsingen und dem Wohnplatz Stemmer der kleinere Weihersgraben.

### Nachbargemeinden
Die Gemeinde Büsingen grenzt reihum
- im Nordwesten an die Stadt Schaffhausen des Kantons Schaffhausen
- im Nordosten an die Gemeinde Dörflingen des Kantons Schaffhausen

und jenseits des Hochrheins
- im Südosten an die Kleinstadt Diessenhofen im Bezirk Frauenfeld des Kantons Thurgau
- im Süden an den Schaaren und den Ort Altparadies der Gemeinde Schlatt im Bezirk Frauenfeld des Kantons Thurgau
- im Südwesten kurz an den Ortsteil Langwiesen der Gemeinde Feuerthalen im Bezirk Andelfingen des Kantons Zürich

### Gemeindegliederung
Zur Gemeinde Büsingen am Hochrhein gehören ebenfalls die Ortsteile Stemmer und Waldheim. Im Gemeindegebiet liegen auch die Wüstungen Eggingen und Gluringen.

### Grenzsteine
Büsingen wird auf einer Gesamtlänge von 17,141 km durch 123 Grenzsteine gegen das umgebende Schweizer Gebiet abgegrenzt. Einer dieser 123 Grenzsteine, der Grenzstein Nummer 1, ist der Hattinger oder auch Nellenburger Stein, ein Findling in der Mitte des hier etwa 200 m breiten Rheins, im Gebiet Laag. Er besteht aus Schrattenkalk, hat eine Kantenlänge von 1,00 bis 1,30 m und ein Volumen von ungefähr 1,5 m³. Er ist nicht zu sehen, weil er etwa 1,50 m unter dem Wasserspiegel liegt. Dieser Stein wurde 1453 erstmals urkundlich erwähnt.

## Geschichte

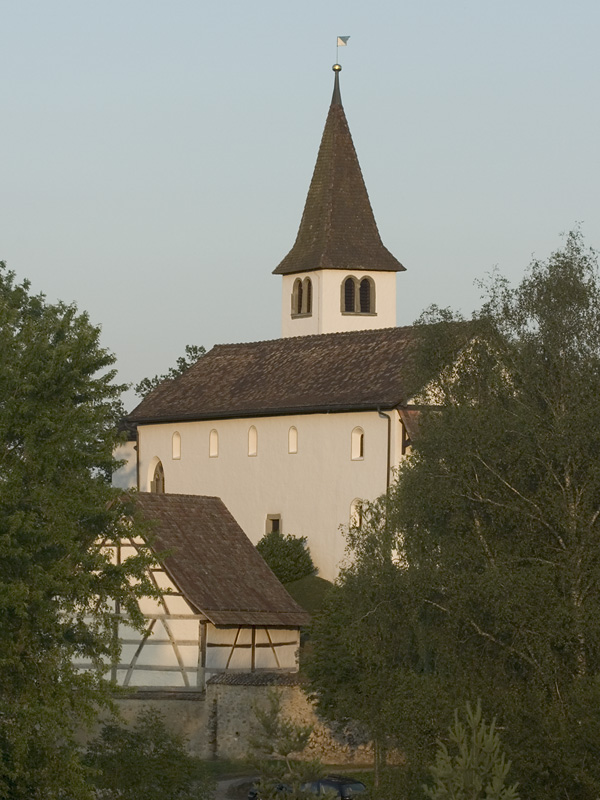
Bergkirche St. Michael

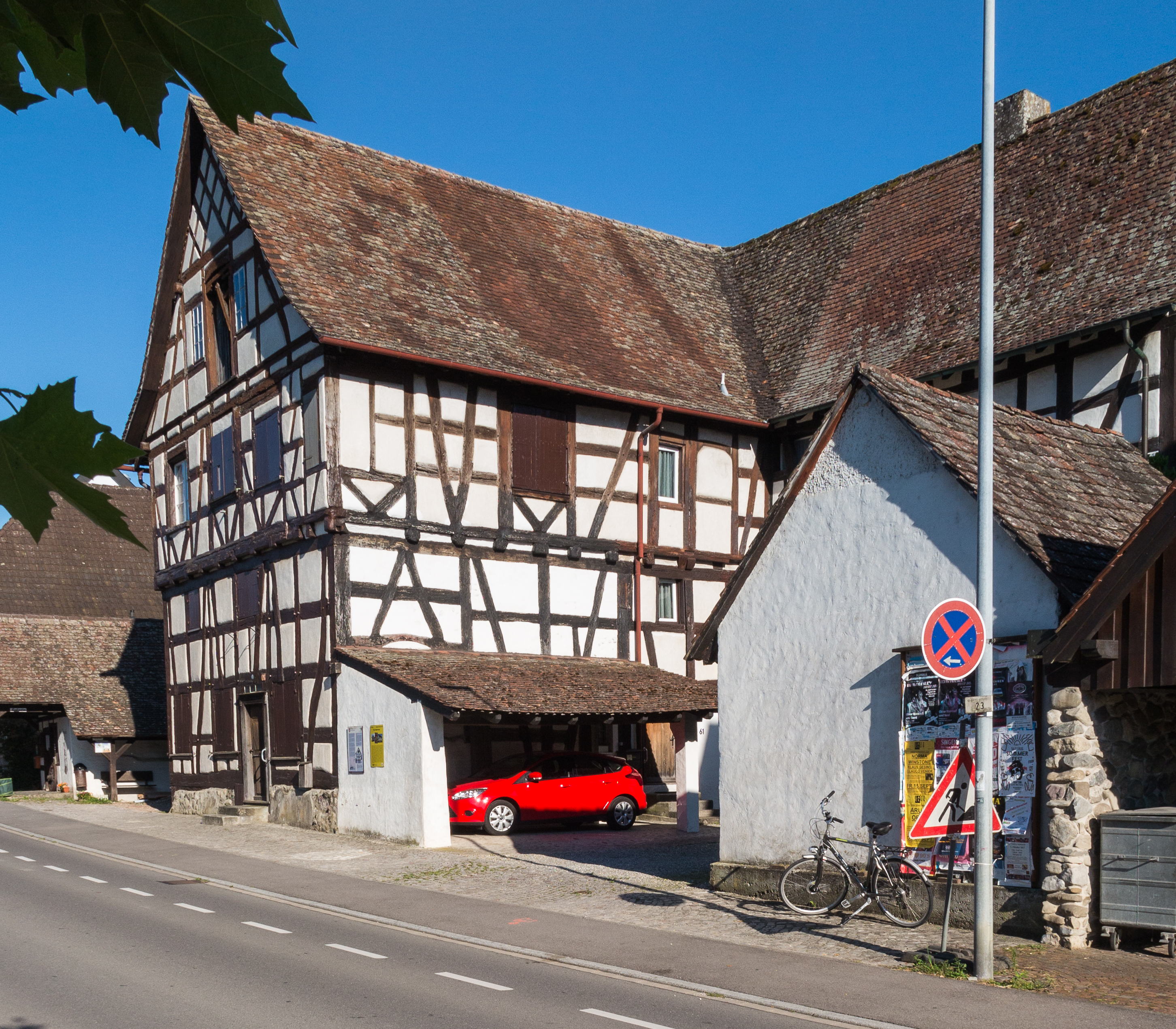
Junkerhaus

Die ältesten archäologischen Funde, die auf menschliche Aktivitäten im Raum Büsingen schließen lassen, stammen aus der Bronze- und der späten Hallstattzeit. Gegen Ende der Römerzeit wurde der Limes von Basel bis zum Bodensee auch in der Nähe von Büsingen errichtet. Nachdem diese Grenzbefestigung von den Alemannen überwunden worden war, ließen sich vermutlich die ersten am Rheinufer nieder und nannten ihren Ort Buosinga, was so viel heißt wie die Siedlung der Leute des Boso.
Mit der auf einer Anhöhe gelegenen St.-Michaels-Kirche war das Gebiet des heutigen Kantons Schaffhausen vor der Stiftung des Klosters Allerheiligen zu Büsingen kooptiert.
1090 wurde Büsingen erstmals urkundlich erwähnt, als es vom Grafen Burkhard von Nellenburg dem Kloster Allerheiligen in Schaffhausen geschenkt wurde.
Seit 1361 hatten die Herren von Klingenberg, österreichische Lehnsträger, die Ortsherrschaft inne. 1406 wurde Büsingen von den verschuldeten Klingenbergern an den Schaffhauser Rudolf Goldschmid verpfändet. 1463 übernahm dann der Bürgermeister Heinrich Barter die Vogtei in Büsingen.
Ab 1465 ging die Landeshoheit über Büsingen offiziell an Österreich über und der Ort gehörte zur vorderösterreichischen Landgrafschaft Nellenburg.

### 17. Jahrhundert
Seit 1658 hatte Eberhard Im Thurn die österreichische Lehnsherrschaft inne, die seit 1535 bereits der Schaffhauser Familie gehörte. Eberhard wurde am 10. April 1693 nach religiösen Streitigkeiten von eigenen Familienangehörigen nach Schaffhausen entführt, wo er wenig später von der dortigen Obrigkeit in den Kerker geworfen wurde. Für die österreichische Bezirksregierung in Nellenburg war die Entführung ihres Lehnsträgers Eberhard ein Eingriff in die Landeshoheit Österreichs. Binnen eines Jahres bekam die ursprünglich örtliche Angelegenheit staatspolitische Dimensionen. 1694 sperrte Österreich die Getreideausfuhr in die Schweiz und drohte Schaffhausen mit hohen Repressalien. Obwohl die Schaffhauser von ihren Eidgenossen zum Einlenken gedrängt wurden, leiteten sie ein Verfahren gegen Eberhard Im Thurn ein, bei dem dieser zum Tode verurteilt werden sollte. Es endete nach einer Abstimmung aber mit knapper Mehrheit nur mit lebenslanger Haft. Die Schaffhauser gaben erst nach, nachdem am 15. Februar 1697 Österreich den Druck noch einmal verstärkt und Truppen an die Schaffhauser Grenze verlegt hatte.

### 18. Jahrhundert
Aufgrund der Entführung von Eberhard Im Thurn verlor Schaffhausen die Pfandschaft über die Reiatdörfer, zu denen Büsingen gehörte, und konnte diese erst 1723 für 221.744 Gulden zurückerlangen. Nur Büsingen wurde von den Österreichern einbehalten, denn es sollte zum Ärgernis der Schaffhauser auf ewig österreichisch bleiben. Als Österreich 1770 seine Rechte an den Dörfern Ramsen und Dörflingen an das eidgenössische Zürich verkaufte, wurde Büsingen zu einer Enklave in der schweizerischen Eidgenossenschaft.

### 19. Jahrhundert
Trotz aller Versuche der Schaffhauser, Büsingen zurückzuerlangen, wurde es im Pressburger Frieden von 1805 dem Kurfürstentum Württemberg (ab 1806 Königreich) zugeschlagen. 1810 ging Büsingen im Grenzvertrag zwischen Württemberg und Baden an das Großherzogtum Baden über. Auch auf dem Wiener Kongress, 1814/1815, durch den die Grenzen Europas neu geordnet wurden, änderte sich an der Situation nichts und Büsingen gehörte weiterhin zu Baden.
1835 wurde Büsingen Zollausschlussgebiet (Deutscher Zollverein). 1895 schloss die Schweiz mit Büsingen ein Abkommen, damit die Büsinger Bauern ihre Produkte in der Schweiz verkaufen konnten. Dieser Warenaustausch funktionierte sogar während des Ersten Weltkriegs – in beide Richtungen.
Am 21. Juli 1849 drangen bewaffnete hessische Truppen beim sogenannten Büsinger-Handel über schweizerisches Territorium in die badische Exklave Büsingen ein. Der Konflikt mit der Schweiz wurde erst am 30. Juli mit dem Abzug der hessischen Truppen gelöst.

### 20. Jahrhundert
1918 wurde eine Volksabstimmung durchgeführt, in der 96 % der Büsinger Bürger für eine Angliederung ihres Dorfes an die Schweiz stimmten. Dazu kam es aber nicht, weil die Schweiz kein geeignetes Austauschgebiet anbieten konnte. So blieb Büsingen beim Deutschen Reich.
Büsingen wurde am 1. Dezember 1939 ans schweizerische Rationierungssystem angeschlossen.
1946 bat das von Frankreich besetzte Büsingen den Schweizer Bundesrat, die Zollgrenze zur Enklave aufzuheben. Am 1. Januar 1947 wurde mit dem Einverständnis der Franzosen diesem Gesuch entsprochen. Seitdem wird die 17 Kilometer lange Grenze zwischen Büsingen und der Schweiz nicht mehr kontrolliert und damit war Büsingen de facto Schweizer Zollgebiet geworden.
Die bisher letzte Chance der Büsinger, der Schweiz angegliedert zu werden, bot sich 1956. Damalige Verhandlungen waren zunächst vielversprechend, jedoch bestand der Landkreis Konstanz auf dem Verbleib von Büsingen bei Deutschland und forderte darüber hinaus einen verbindenden Korridor. Dieses Vorhaben scheiterte aber am vehementen Widerstand auf Schweizer Seite. Ein Gebietstausch stand bei Büsingen nie zur Diskussion, weil Menschen ihre Staatsbürgerschaft hätten verändern müssen und es unmöglich war, eine gleich große Ersatzfläche zu finden.
Die Gemeinde wurde am 6. Dezember 1961 von Büsingen (Oberrhein) in Büsingen am Hochrhein umbenannt.
Am 4. Oktober 1967 trat der neue Staatsvertrag zwischen Deutschland und der Schweiz in Kraft, der den rechtlichen Status von Büsingen regelt. Der Vertrag konnte nicht alle Nachteile der Enklave beheben, aber mildern.
Ein Hauptanliegen der Verhandlungen war es, die 43 Hektar große deutsche Exklave Verenahof in die Schweiz einzuverleiben. Die Ersatzfläche konnte nur im komplizierten Dreiecksaustausch über die Gemeinden Merishausen, Opfertshofen und Büttenhardt gefunden werden. Merishausen trat im Beisental 30 Hektar an die deutsche Gemeinde Wiechs am Randen ab, Opfertshofen brachte 9 Hektar ein und den Rest von 4 Hektar Büttenhardt.
Im Mai 1989 riefen alle zehn Gemeinderatsmitglieder zur Wahlabstinenz bei der Europawahl auf, weil die durch die geografische Lage und wirtschaftliche Anbindung an die Schweiz hervorgerufenen Nachteile (Kaufkraftverlust, Auslandstelefongebühren) von der Bundesregierung nicht behoben worden waren. Lediglich 16 % der Büsinger wählten, davon über zwei Drittel per Briefwahl, da diese Stimmabgabewilligen – so wurde behauptet – befürchteten, gebrandmarkt zu werden.

### 21. Jahrhundert
Während der COVID-19-Pandemie blieb die Grenze zur Schweiz offen; aber für mehrere Monate durften die Büsinger nur eine einzige Straße über Schweizer Gebiet zum übrigen Deutschland benutzen.
2024 wurde Büsingen am Hochrhein in das sogenannte Alarmierungs- und Evakuierungskonzept des Kantons Schaffhausen aufgenommen. Im Ereignisfall wird die Bevölkerung der deutschen Gemeinde von Schaffhausen aus alarmiert.

## Demografie
Die Gemeinde hat 1519 Einwohner und hat mit 51,1 Jahren den höchsten Altersdurchschnitt aller Gemeinden Deutschlands (Stand 31. Dezember 2019). Mehr als ein Drittel der Einwohner von Büsingen sind keine deutschen Staatsbürger.
In Büsingen wird wie in der unmittelbaren Umgebung Schaffhauser Dialekt gesprochen. Die Verwendung des „ß“ ist uneinheitlich.

## Politik

### Verwaltungsgemeinschaft
Büsingen bildet mit Gailingen am Hochrhein und Gottmadingen eine vereinbarte Verwaltungsgemeinschaft.

### Gemeinderat
Der Gemeinderat besteht aus den gewählten ehrenamtlichen Gemeinderäten und dem Bürgermeister als Vorsitzendem. Der Bürgermeister ist im Gemeinderat stimmberechtigt.
| Partei/Liste                                                                | 2009          | 2009  | 2014          | 2014  | 2019          | 2019  |
| Partei/Liste                                                                | Stimmenanteil | Sitze | Stimmenanteil | Sitze | Stimmenanteil | Sitze |
| --------------------------------------------------------------------------- | ------------- | ----- | ------------- | ----- | ------------- | ----- |
| Wählervereinigung Arbeitnehmer und Unabhängige                              | 34,6 %        | 3     | 52,9 %        | 5     |               | 3     |
| Freie Wählervereinigung Bürgerinnen, Bürger, Gewerbetreibende und Landwirte | 65,4 %        | 5     | 47,1 %        | 7     |               | 3     |
| Mit Herz und Verstand für Büsingen                                          | 00,0 %        | 0     | 00,0 %        | 0     |               | 4     |

### Bürgermeister
Die Amtszeit des Büsinger Bürgermeisters beträgt acht Jahre.
Von 1990 bis 30. Juni 2012 war Gunnar Lang Bürgermeister. Er war schon ab 1980 in der Kommunalpolitik aktiv und wurde 1998 und 2006 wiedergewählt. Er kündigte am 17. November 2011 gegenüber dem Gemeinderat von Büsingen seinen Rücktritt zum 30. Juni 2012 an.
Am 22. April 2012 fand der erste Wahlgang statt. Weil kein Kandidat eine absolute Mehrheit erreichen konnte, wurde am 13. Mai ein zweiter Wahlgang angesetzt, bei dem die einfache Mehrheit reichte. Aus diesem ging Markus Möll als neuer Bürgermeister hervor. Die Wahlbeteiligung lag in beiden Wahlgängen bei 62 Prozent.
Bei den Wahlen im September 2020 wurde Vera Schraner im ersten Wahlgang zur neuen Bürgermeisterin gewählt.

### Wappen
| Wappen der Gemeinde Büsingen am Hochrhein | Blasonierung: „In Rot bordierter silberner Schild an grünem Rebast mit zwei grünen Blättern eine blaue Weintraube“ |
| Wappen der Gemeinde Büsingen am Hochrhein | Wappenbegründung: Die Traube in dem am 3. März 1904 angenommenen Wappen steht für den einst bedeutsameren Weinbau im Ort, die rote Schildumrandung soll die Insellage der Gemeinde in schweizerischem Gebiet symbolisieren. |

## Sonderregelungen

### Staatsvertrag

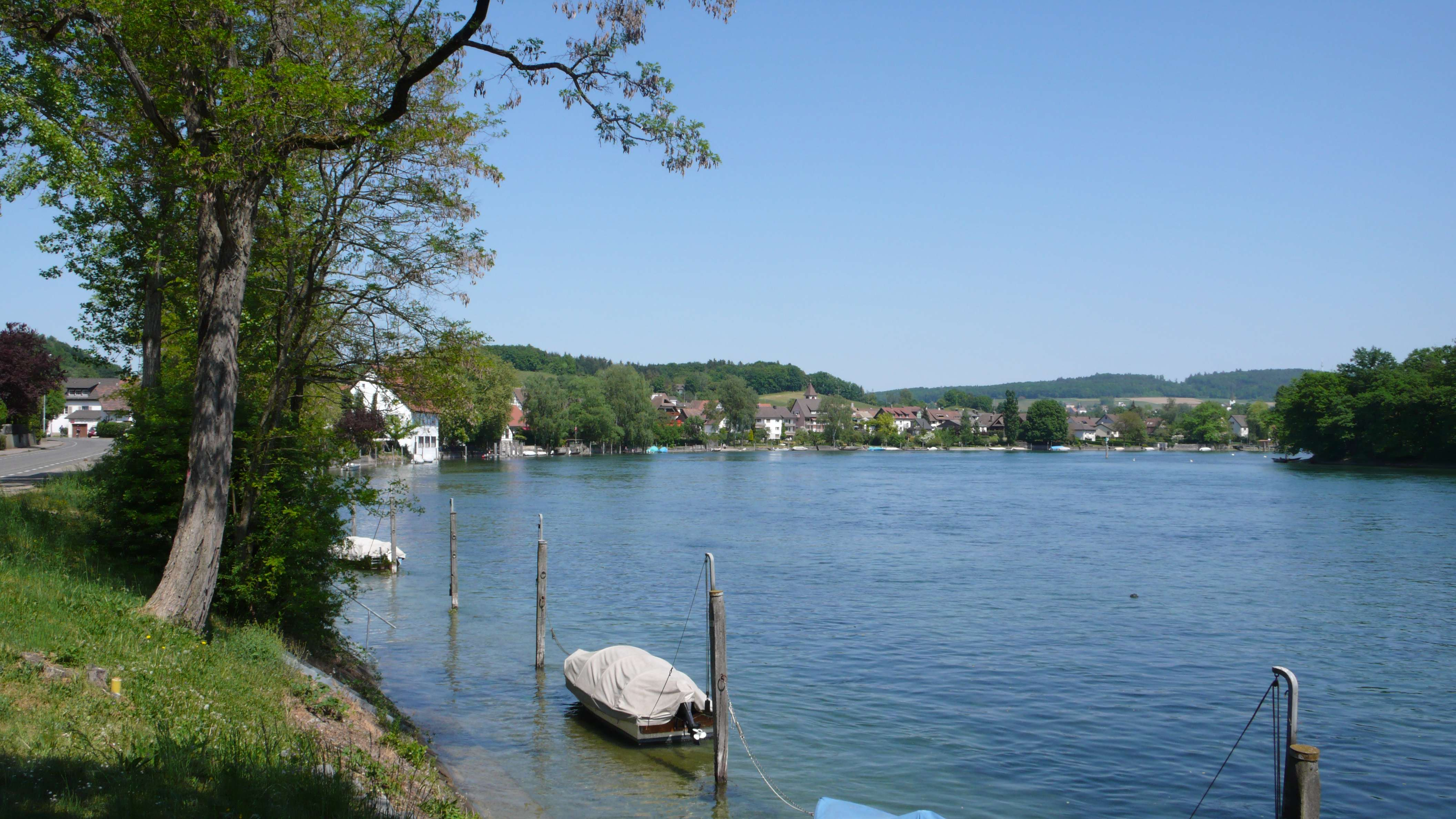
Blick auf Büsingen am Hochrhein

Am 9. September 1957 begannen in Locarno deutsch-schweizerische Verhandlungen mit dem Ziel, sämtliche Kompetenzen beider Staaten bezogen auf Büsingen zu regeln. Der Staatsvertrag wurde fünf Jahre danach am 15. Dezember 1962 von den Bevollmächtigten paraphiert und weitere zwei Jahre später am 23. November 1964 unterzeichnet. In Kraft trat er am 4. Oktober 1967.
Danach darf die Polizei des Kantons Schaffhausen auf Büsinger Gebiet selbstständig Verhaftungen vornehmen und die Arrestanten in die Schweiz verbringen. Die Zahl der Schweizer Ordnungshüter, die sich gleichzeitig in Büsingen aufhalten dürfen, ist auf 10 beschränkt, die der deutschen auf 3 pro 100 Einwohner. Die Schweizer Polizei hat ihre Kompetenzen in den Bereichen, in denen Schweizer Gesetze gelten, wie Zoll, Landwirtschaft, Gastgewerbe usw. Ansonsten ist die deutsche Polizei des Polizeipräsidiums Konstanz zuständig. Die deutschen Polizisten dürfen sich uniformiert nur auf klar definierten Routen zur Exklave hinbewegen; sie haben auf Schweizer Boden alle Amtshandlungen zu unterlassen.
In Büsingen gilt das Schweizer Zoll- und Wirtschaftsrecht mit einigen wenigen Ausnahmebestimmungen. Die direkten Steuern der Büsinger (z. B. Einkommensteuer) müssen an den deutschen Fiskus abgeführt werden. Dies stellt eine Benachteiligung der Büsinger dar, da sie die höheren Schweizer Lebenshaltungskosten schultern müssen, aber statt der im Durchschnitt niedrigeren Schweizer Einkommenssteuer der deutschen Einkommensteuer unterliegen. Deshalb erhalten die Büsinger einen Freibetrag auf der Lohnsteuerkarte bzw. bei den elektronischen Lohnsteuerabzugsmerkmalen und zahlen damit nur aufgrund des Wohnsitzes weniger Lohnsteuern als im übrigen Bundesgebiet. Dieser Freibetrag gleicht die Mehrbelastung nicht aus, sondern mildert sie nur ab. Aus diesem Grund sind viele Büsinger in der Vergangenheit in die Schweiz gezogen. Den Einwohnern mit Hauptwohnsitz in Büsingen wird seit dem 1. Januar 2015 ein Freibetrag gewährt, der 30 vom Hundert des zu versteuernden Einkommens beträgt, jedoch nicht mehr als 30 vom Hundert von 15.338,00 Euro bei Ledigen und 30.675,00 Euro bei Verheirateten. Für jedes Kind erhöht sich diese Bemessungsgrundlage um 7.670,00 Euro.
Die Büsinger dürfen gemäß Staatsvertrag in den Kantonen Schaffhausen und Thurgau sowie dem größten Teil des Kantons Zürich ohne zusätzliche Hürden eine Arbeitsstelle annehmen und sind dort den Schweizer Bürgern rechtlich gleichgestellt. Dies gilt auch umgekehrt; jedoch fahren tatsächlich nur sehr wenige Personen mit Wohnsitz in der Schweiz nach Büsingen zur Arbeit, da Büsingen als Dorf nur wenige Arbeitsplätze bietet. Seit dem Inkrafttreten der bilateralen Abkommen zwischen der Europäischen Union und der Schweiz am 1. Juni 2002 und der darin vorgesehenen Personenfreizügigkeit gilt diese Bestimmung nur noch für mit Büsinger Bürgern verheiratete Drittstaatsangehörige.
Büsinger Bauern erhalten Bundessubventionen aus der Schweiz, die höher sind als jene in Deutschland.

### Kfz-Kennzeichen
Büsingen hat gemäß dem Staatsvertrag ein eigenes Kfz-Kennzeichen. Daher tragen Büsinger Fahrzeuge die Buchstaben BÜS, obwohl die Gemeinde zum Landkreis Konstanz gehört und somit eigentlich das Kennzeichen KN führen müsste. Die BÜS-Kennzeichen wurden Anfang 1968 eingeführt, um den schweizerischen Zollbeamten die Arbeit zu erleichtern. Fahrzeuge mit BÜS-Kennzeichen werden bei der Einreise in die Schweiz und im dortigen Straßenverkehr wie schweizerische Fahrzeuge behandelt.
Es gibt nur wenige BÜS-Kennzeichen mit dem Erkennungsbuchstaben A. Außerdem gibt es Fahrzeuge mit dem Buchstaben Z, die unversteuert in die Schweiz eingeführt wurden und nur maximal zwei Jahre mit diesem Status fahren dürfen. BÜS war bis zur Kennzeichenliberalisierung das seltenste Kennzeichen, welches in Deutschland neu vergeben wurde. Seither wurden zahlreiche alte Kennzeichen wieder eingeführt, wodurch BÜS zumindest vorübergehend den Status als seltenstes Kennzeichen verlor. Jedoch ist es weiterhin der kleinste Zulassungsbezirk Deutschlands.
Kraftfahrzeugsteuern werden an das Hauptzollamt Singen (Hohentwiel) gezahlt. Maßgeblich sind aber die Motorfahrzeugsteuern des Kantons Schaffhausen, die z. T. gerade für Dieselfahrzeuge erheblich unter den deutschen Sätzen liegen und nicht von der Abgasnorm abhängen. Dies hat in der Vergangenheit zur Scheinwohnsitznahme von Deutschen mit dem Ziel der Ersparnis von Kraftfahrzeugsteuern geführt.

### Krankenversicherung
Nicht erwerbstätige Büsinger können wählen, ob sie der deutschen oder einer schweizerischen Krankenversicherung beitreten wollen. Personen mit Wohnsitz in Deutschland, die in der Schweiz arbeiten, müssen aber grundsätzlich eine Krankenversicherung in der Schweiz abschließen und werden leistungsrechtlich einem Bürger der Schweiz gleichgestellt.
Büsinger haben die freie Wahl, ob sie deutsche oder schweizerische Ärzte, Psychotherapeuten oder Zahnärzte aufsuchen; gleiches gilt für die stationäre Versorgung in einem Krankenhaus.

### Mehrwertsteuer
Seit dem Staatsvertrag von 1967 gehört Büsingen politisch zu Deutschland, wirtschaftlich zur Schweiz. Der Benzinpreis ist an das Niveau der schweizerischen Tankstellen in der Nachbarschaft angeglichen. In Büsingen gelten die schweizerischen indirekten Steuern, neben der eidgenössischen Mineralölsteuer auch die eidgenössische Mehrwertsteuer von derzeit 8,1 Prozent (Normalsatz), 2,6 Prozent (Bücher, Lebensmittel) und 3,8 Prozent (Sondersatz Beherbergung). Büsingen erhebt als eine von nur fünf Gemeinden in Deutschland keine Grundsteuer. Die Gebühren für Wasser, Abwasser, Kindergarten und Friedhof sind ebenfalls relativ niedrig.
Die Bewohner von Büsingen können wie Schweizer die auf Wareneinkäufe im Zollgebiet der Union – beispielsweise in Deutschland – gezahlte Umsatzsteuer nach der Ausfuhr aus der Europäischen Union zurückfordern.
Seit 1. Januar 2019 erhält die Gemeinde Büsingen rund zwei Millionen Schweizer Franken jährlich aus der schweizerischen Mehrwertsteuer.

### Post

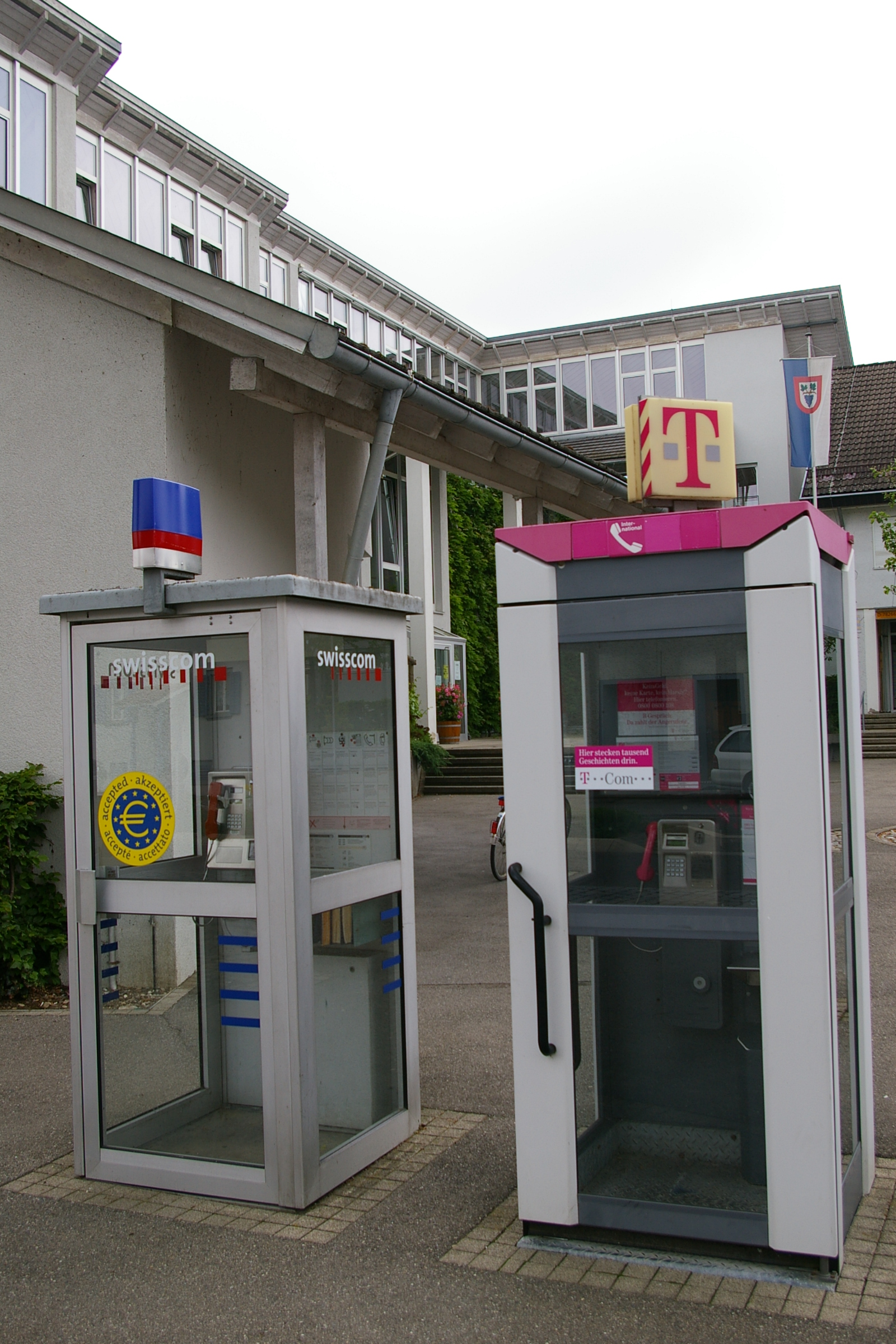
Schweizerische und deutsche Telefonzelle (2008)

Büsingen besitzt eine deutsche Postagentur. Seit 1987 hat die Gemeinde zwei Postleitzahlen: 78266 für Deutschland und 8238 für die Schweiz. Briefe aus Büsingen können entweder mit Schweizer oder mit deutschen Briefmarken frankiert werden.
Für die Postzustellung (Briefe und Postpakete) ist die Deutsche Post AG verantwortlich. Einige Dienste werden von der Schweizerischen Post oder anderen Schweizer Zubringerdiensten erbracht. Lieferungen durch deutsche Dienste wie GLS oder Hermes sind oft ausgeschlossen.

### Schule
Büsingen unterhält eine Grundschule, in der Schüler bis zur vierten Klasse unterrichtet werden. Anschließend entscheiden die Eltern, ob ihre Kinder eine weiterführende Schule in der angrenzenden Schweiz oder in Deutschland besuchen sollen.

### Telekommunikation und Internet
Vor dem Rathaus befanden sich eine deutsche und eine schweizerische Telefonzelle direkt nebeneinander, welche mittlerweile abgebaut wurden.
Das Telefonfestnetz hat eigentlich eine deutsche Vorwahl (07734), aber viele Ansässige haben einen schweizerischen Telefonanschluss. Büsingen wird weder von deutschen noch von Schweizer Mobilfunkanbietern direkt versorgt. Deutsche Mobilfunkanbieter versorgen die Gemeinde von Gailingen aus, die Schweizer Anbieter aus Schaffhausen, was schwache Signalstärken und damit geringe Bandbreiten im mobilen Internet mit sich bringt.
Festnetzanbieter aus Deutschland können, wenn überhaupt, nur langsame Bandbreiten zur Verfügung stellen, weswegen die Büsinger sich vielfach der Schweizer Internet- und Fernsehanbieter via Fernseh- oder Telefonkabel bedienen. Hierdurch haben sie jedoch eine Schweizer IP-Adresse, weswegen die Nutzung von Streaming-Anbietern zu Schweizer Bedingungen erfolgt.

### Verkehr
Die Regionalbuslinie 25 der Verkehrsbetriebe Schaffhausen vbsh fährt von Schaffhausen über Büsingen in Richtung Dörflingen–Randegg–Buch–Ramsen. Auf einem kurzen Streckenabschnitt in unmittelbarer Grenznähe fährt auch die Schaffhauser Stadtbuslinie 8 über Büsinger Gebiet.
Singen in Baden-Württemberg wird mit der Linie 403 im Verkehrsverbund Hegau-Bodensee erreicht. Die Busse der Linie 403 fahren ohne Zwischenstopp durch die Schweiz und gehören zum Geltungsbereich des Deutschlandtickets. Die gewöhnlich nur innerhalb Deutschlands angewandte Schwerbehindertenfreifahrt gilt auch auf dieser grenzüberschreitenden Verbindung.
Büsingen wird im Sommer von den Kursschiffen Schaffhausen–Kreuzlingen der Schifffahrtsgesellschaft Untersee und Rhein (URh) bedient. Die Fähre Paradies führt vom Ortsteil Stemmer über den Rhein ins Altparadies.
Durch Büsingen verlaufen die Eurovelo-Routen 6 (Atlantik – Schwarzes Meer) und 15 (Rheinradweg). Auf derselben Trasse verlaufen die D-Routen 6 (Donauroute) und 8 (Rhein-Route) sowie die Schweizer Veloland-Route 2 (Rhein-Route).

### Währung
Büsingen ist die einzige deutsche Gemeinde, in der meist mit dem Schweizer Franken bezahlt wird, obwohl die offizielle Währung der Euro ist. Bis in die 1980er-Jahre wurde in Büsingen die Deutsche Mark häufig nicht angenommen. Es ging so weit, dass die Büsinger Post für den Verkauf von deutschen Briefmarken nur den Schweizer Franken akzeptierte. Nach wie vor ist in den Portemonnaies der Büsinger eher der Schweizer Franken zu finden, nicht zuletzt deshalb, weil die meisten Büsinger Bürger ihren Arbeitslohn in der Schweiz verdienen oder ihre Rente von dort beziehen. Selbst die Gemeindeverwaltung berechnet die Müllgebühren in Schweizer Franken.

### Wirtschaft

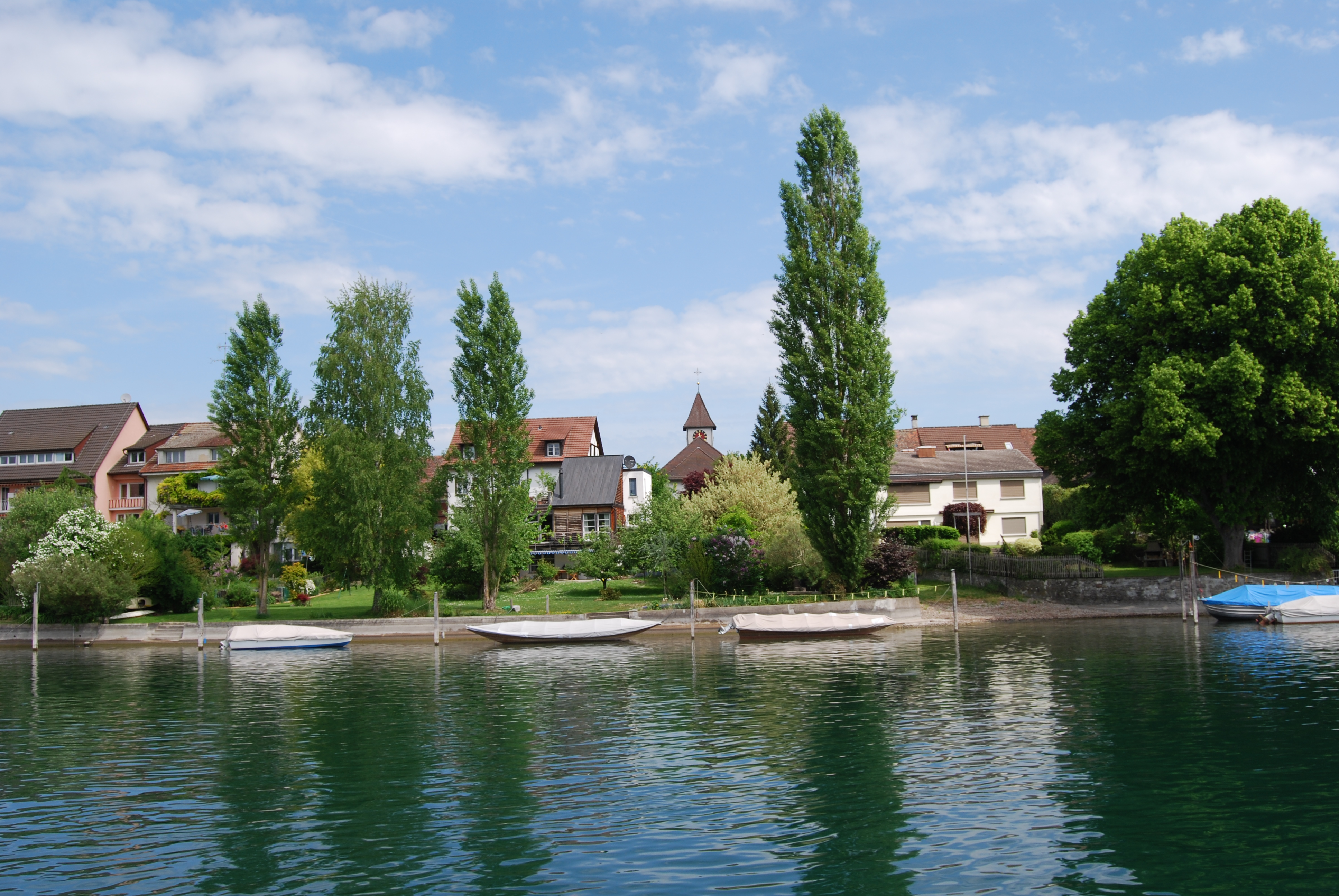
Büsingen vom Schiff aus gesehen

Die meisten erwerbstätigen Büsinger sind Grenzgänger und arbeiten in den Kantonen Schaffhausen oder Zürich. Seit dem Inkrafttreten der bilateralen Abkommen zwischen der Europäischen Union und der Schweiz am 1. Juni 2004 hat sich die Bevölkerungsstruktur erheblich verändert. Dank Personenfreizügigkeit nehmen die meist ohnehin in der Schweiz erwerbstätigen Büsinger dort ihren Hauptwohnsitz, weil die schweizerische Einkommensteuerbelastung für sie geringer ist. Im Gegenzug ziehen zahlreiche Rentner aus der Schweiz nach Büsingen, wo sie niedrigere Einkommensteuern und im Gegensatz zur Schweiz keine Vermögensteuern zahlen, ohne den Währungsraum des Schweizer Frankens zu verlassen.
Viele Einwohner in Büsingen erhalten ihre Rente in Euro und tätigen die meisten Ausgaben in Schweizer Franken. Durch den starken Anstieg des Schweizer-Franken-Wechselkurses Mitte 2011 hat sich ihre wirtschaftliche Lage stark verschlechtert. Büsinger, die in der Schweiz arbeiten und ihr Gehalt in Schweizer Franken verdienen, rutschten in der deutschen Steuerprogression sukzessive höher, ohne dass ihre Kaufkraft zugenommen hätte. Aus beiden Gründen war 2011 eine Abwanderungswelle aus dem Dorf festzustellen.
Aufgrund der Freigabe des Wechselkurses am 15. Januar 2015 durch die Schweizerische Nationalbank (SNB) hat sich die schwierige Situation für Büsingen schlagartig extrem verschärft. Obwohl die deutsche Bundesregierung den Steuerfreibetrag um 50 Prozent erhöhte, wünschen sich die Büsinger eine Besteuerung auf Schweizer Niveau und die Einführung einer Quellenbesteuerung. Dies bedürfte jedoch der Anpassung des Staatsvertrags.

### Zeitzone

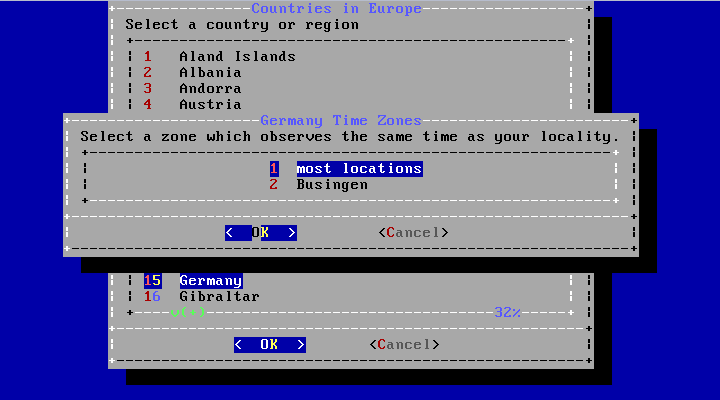
Büsingen wird aus historischen Gründen als eigene Zeitzone aufgeführt. Hier bei der Installation von FreeBSD.

In der Bundesrepublik Deutschland wurde 1980 die Sommerzeit wieder eingeführt. Die Schweiz zog erst 1981 nach. Da Büsingen sich an der Schweizer Zeitgesetzgebung orientierte, galt in Büsingen im Sommer 1980 die Mitteleuropäische Zeit, während im übrigen Deutschland die Mitteleuropäische Sommerzeit galt. Obwohl es sich bei der Zeitdifferenz zwischen Büsingen und dem Rest Deutschlands um ein einmaliges Vorkommnis handelte, wird Büsingen im Computerbereich teilweise separat aufgeführt, so z. B. in der Zeitzonendatenbank des Common Locale Data Repository oder in der Zeitzonen-Datenbank, wo Büsingen als „Europe/Busingen“ separat geführt wird, während für den Rest Deutschlands „Europe/Berlin“ gilt. So ist in allen Fällen gewährleistet, dass Zeitspannen korrekt berechnet werden.

### Zoll
Büsingen gehört gemäß dem Vertrag vom 23. November 1964 zwischen der Schweizerischen Eidgenossenschaft und der Bundesrepublik Deutschland über die Einbeziehung der Gemeinde Büsingen am Hochrhein in das schweizerische Zollgebiet zum Schweizer Zollgebiet. Somit gehört Büsingen gemäß Art. 4 Zollkodex der Union nicht zum Zollgebiet der Union und wird entsprechend wie eine Schweizer Gemeinde behandelt.
Als Gemeinde im Schweizer Zollgebiet sind im Warenverkehr zwischen Büsingen und dem restlichen Deutschland die gleichen Regeln wie beim Verkehr zwischen einem Nicht-EU-Land und einem EU-Land zu beachten, zwischen Büsingen und der Schweiz herrscht dagegen freier Verkehr. Bestimmte deutsche Steuergesetze – so die deutschen Mehrwertsteuern und Verbrauchsteuern – sind in Büsingen nicht in Kraft; es werden die entsprechenden Schweizer Steuern angewendet.
Als Teil des Schweizer Zollgebietes herrscht zwischen Büsingen, der Schweiz und dem Fürstentum Liechtenstein zollfreier Warenverkehr.
Bei Postsendungen aus dem Rest Deutschlands nach Büsingen gelten die Schweizer Regelungen, nach denen die zollfreie Liefermenge auf einen Warenwert von 65 Schweizer Franken je Sendung begrenzt ist. Die Postfiliale in Büsingen ist für die Verzollung und Kontrolle der Pakete zuständig, die nach 78266 Büsingen am Hochrhein (Deutschland) adressiert sind. Pakete, die nach 8238 Büsingen (Schweiz) adressiert sind, werden vom Schweizer Zoll kontrolliert.

## Bioenergiedorf mit Solarthermie

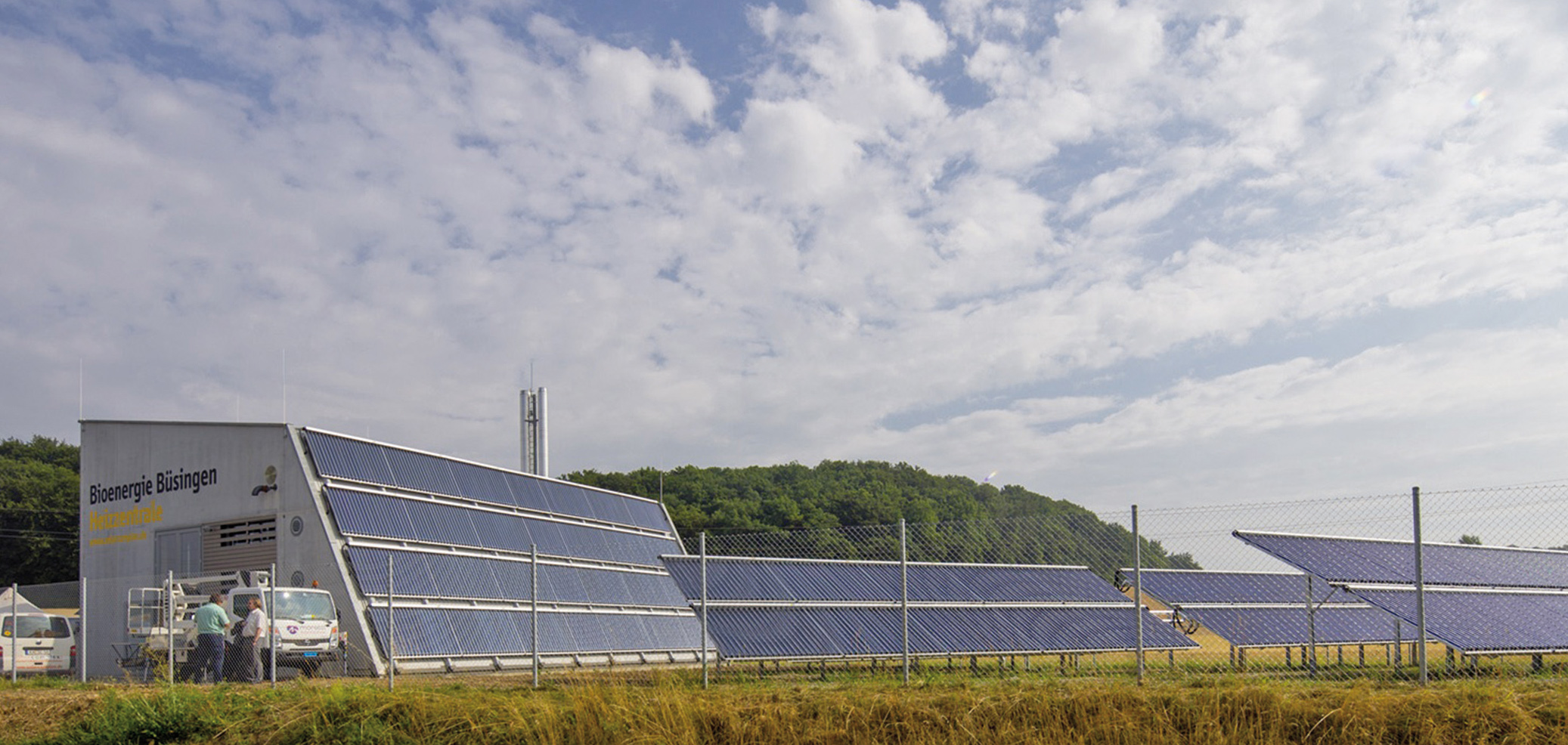
Büsinger Heizzentrale mit Röhrenkollektoren

Die Gemeinde hat sich breite Anerkennung als Bioenergiedorf und Vorbild für solarthermisch gespeiste Nahwärmenetze erarbeitet, obwohl in Büsingen aufgrund seiner Sonderstellung als Exklave das Erneuerbare-Energien-Gesetz nicht gilt und somit dort Anlagen keine EEG-Fördermittel bekommen. Büsingens Nahwärmenetz bezieht die Wärme von einer Hackschnitzel-Heizzentrale (1,4 MW) und anstelle einer Biogasanlage von einer solarthermischen Großanlage mit Röhrenkollektoren. Deren über 1000 Quadratmeter große Kollektorfläche zum Preis von 420.000 Euro liefert jährlich rund 550.000 kWh, deckt im Sommer den kompletten Warmwasserbedarf und ersetzt im Jahresgang rund 800 Schüttkubikmeter Holzhackschnitzel. Zur Anlage gehören zudem zwei Pufferspeicher mit je 50 Kubikmetern Fassungsvermögen und ein für Spitzenlasten oder Wartungsarbeiten zuschaltbarer Ölkessel mit einer Leistung von 730 kW. Büsingen dient dem Forschungsprogramm SOLNET.BW zur Markteinführung solarer Wärmenetze in Baden-Württemberg als Pilotprojekt.

## Sehenswürdigkeiten

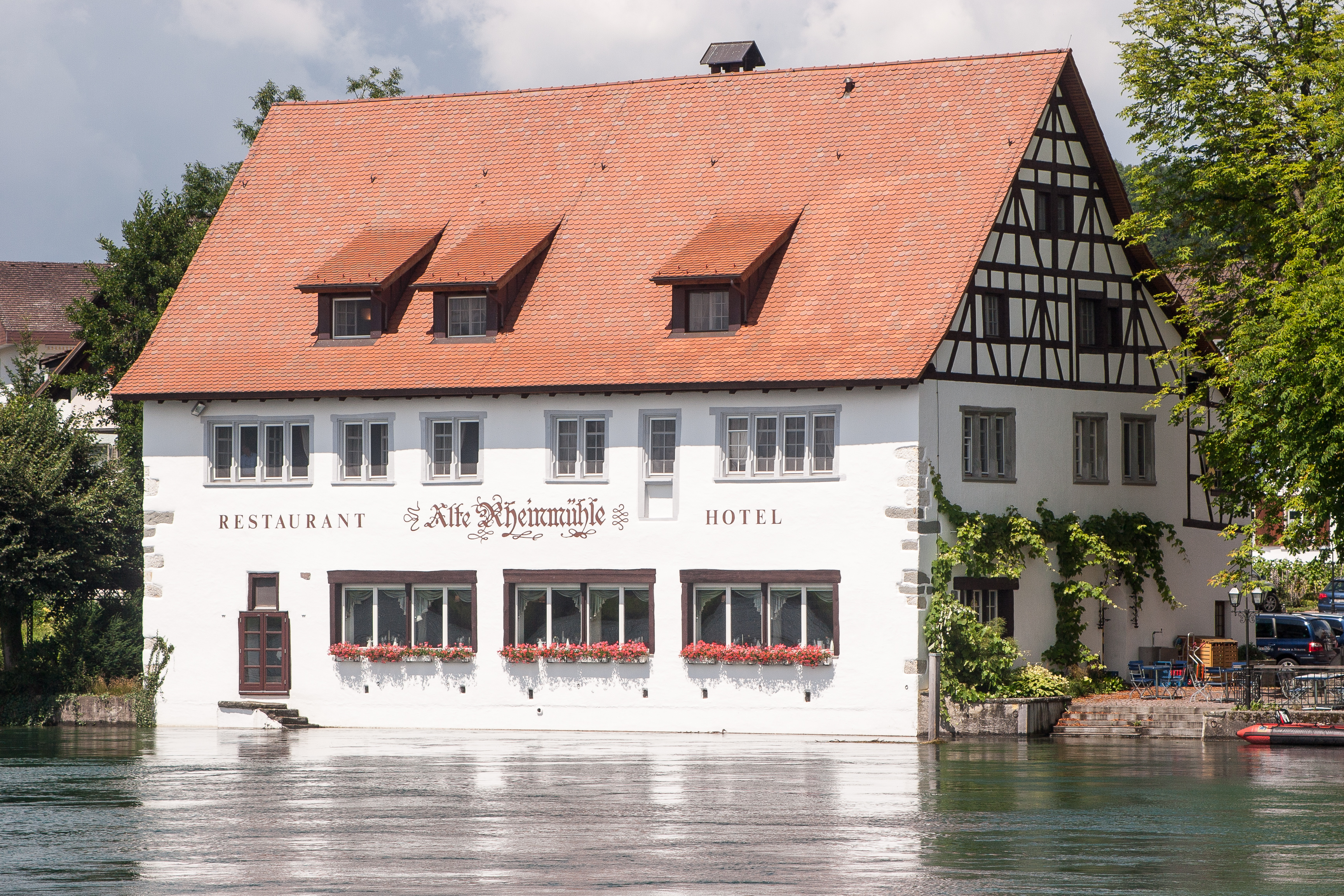
Alte Rheinmühle

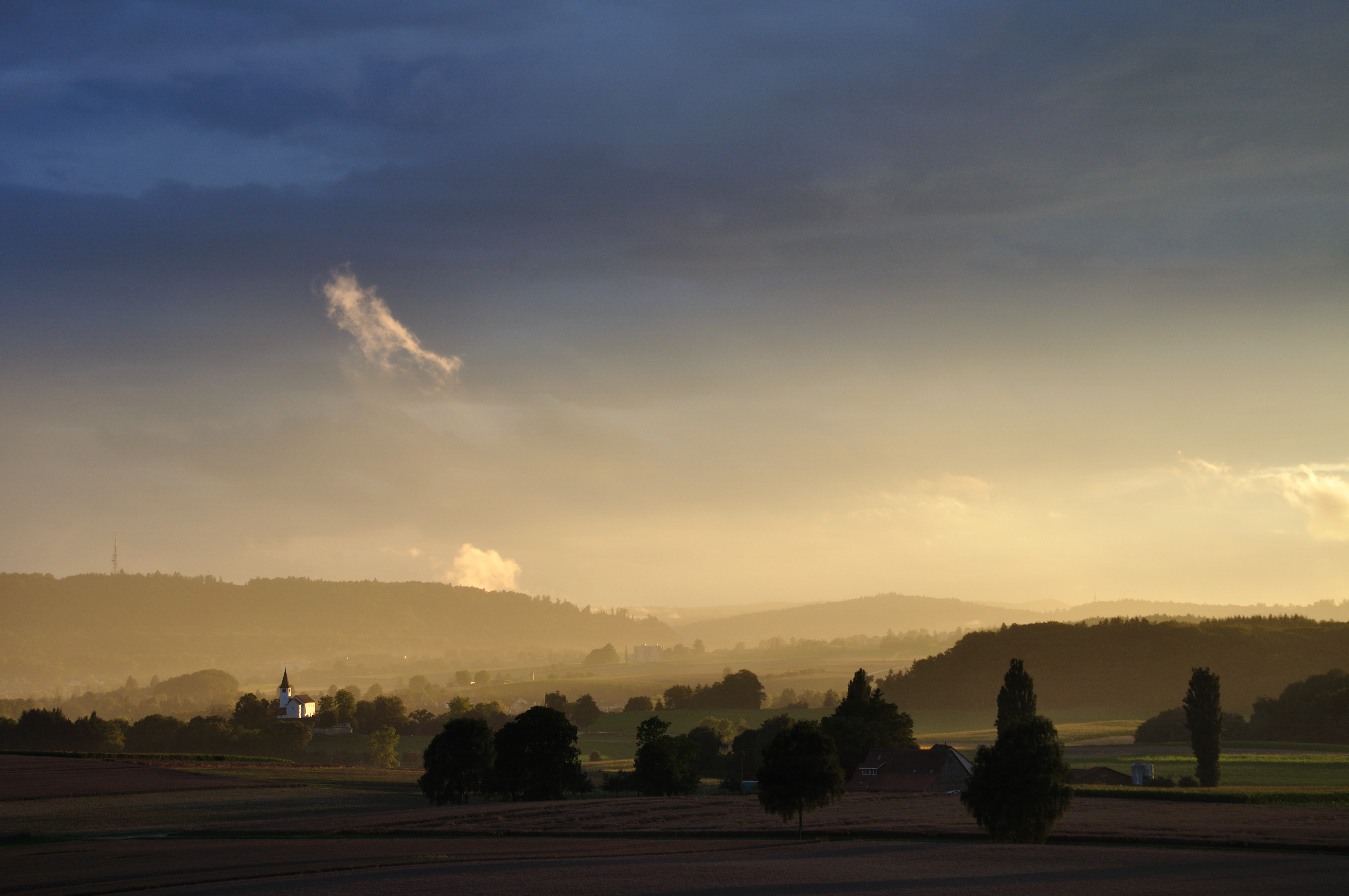
Blick auf die Kirche St. Michael nach einem Regenschauer von Dörflingen aus

Die romanische Bergkirche St. Michael (auch Michaelskirche genannt) steht östlich des Ortes auf einem Hügel. Sie ist eingebettet in eine gut erhaltene mittelalterliche Gebäudegruppe, die von einer Ringmauer umgeben ist. Die Bergkirche ist die Urkirche von Schaffhausen aus dem 11. Jahrhundert. Der 415 m hohe Hügel mit dem Gebäudeensemble, der sich nur wenige Meter über die umgebende Landschaft erhebt, ist seit 1939 als Landschaftsschutzgebiet mit einer Fläche von 17 ha ausgewiesen.
Die Dorfkirche (auch Kreuzkirche genannt) befindet sich im Zentrum des Ortes; sie ist 1835 aus einem Gebetshaus entstanden, das mit einem Schultrakt verbunden war. Die Kirche verfügt seit 2021 über eine Dold-Orgel aus dem Jahr 1936, die inzwischen als denkmalwürdig eingestuft wird.
Im 17. Jahrhundert wurde das heutige Hotel Alte Rheinmühle von den Büsinger Grundherren, der Familie Im Thurn erbaut. 1711 wurde für das Wirtshaus eine Konzession erteilt, 1964 zum repräsentativen Hotel-Restaurant umgebaut. 2003 erwarb die Gemeinde Büsingen das Anwesen und führte eine Totalsanierung durch; Neueröffnung war im Jahr 2004. Besondere Beachtung findet der historische Junkersaal.

## Kultur
Seit 1993 finden jährlich am letzten Wochenende im August die Kammermusiktage in der Bergkirche St. Michael statt. Veranstalter ist der Verein „Musikfreunde Bergkirche Büsingen“. Künstlerische Leitung des Festivals: bis 2012 Uwe Stoffel, seit 2013 Christian Poltéra.
Die Bauernfasnacht wird in Büsingen am Sonntag nach Aschermittwoch mit einem Umzug gefeiert, der von der örtlichen Narrenzunft „Hobelgeiss“ organisiert wird. Mit knapp 3000 Teilnehmern und mehreren tausend Zuschauern wird ein Mehrfaches der Einwohnerzahl erreicht. Der Umzug im Jahr 2012 wurde sogar mit 4200 Teilnehmern veranstaltet, in der Folge aber aufgrund von Sicherheitsbedenken verkleinert. Die Büsinger Fasnacht ist aufgrund ihres späten Termins, wenn in den meisten Orten Deutschlands die Fasnacht vorbei ist, sehr beliebt. So nehmen zahlreiche Hexenzünfte aus dem Schwarzwald an dem Umzug teil.
2020, 2021 und 2022 fiel die Büsinger Bauernfasnacht wegen der Corona-Pandemie aus.

## Religionen
In Büsingen gibt es
- eine evangelische Kirchengemeinde,
- eine zur Seelsorgeeinheit Gottmadingen gehörende katholische Pfarrgemeinde,
- und eine evangelisch-methodistische Kirche.

## Sport
Der Fußballklub FC Büsingen ist – als einziger deutscher Verein – dem Schweizerischen Fußballverband angeschlossen. Der FC hat rund 120 aktive Spieler und sieben Mannschaften. Die erste Mannschaft spielt in der 4. Liga im Fußballverband Region Zürich.

## Wanderungen
Der „Exklavenweg“ startet beim Büsinger Rathaus, führt zur ehemaligen Rheinmühle, zum Junkerhaus, der Schiffsanlegestelle, zum Strandbad bis zur östlichen Außengrenze. Dann wird das nördliche Gebiet mit Bergkirche und Rebgelände tangiert und zum Ausgangspunkt zurückgeführt.

## Ehrenbürger
- Otto Weiss (ehemaliger Bürgermeister; † 2009)
- Alwin Güntert (ehemaliger Gemeinderat; † 2020)
- Carina Schweizer (ehemalige Gemeinderätin)
- Gunnar Lang (ehemaliger Bürgermeister)[72]